# Чемпіонат Швейцарії з хокею 1920
Чемпіонат Швейцарії з хокею 1920 — 10-й чемпіонат Швейцарії з хокею, чемпіоном втретє став «Беллерів» (Вевей).

## Схід
| 24 січня 1920 року |     |                 |  |
| «Академікер Цюрих» | 2:0 | СК «Енгельберґ» |  |
|                    |     |                 |  |

## Захід
| 15 лютого 1920 року |     |               |  |
| «Беллерів» (Вевей)  | 7:0 | «Шато де-Окс» |  |
|                     |     |               |  |

## Фінал
| 15 лютого 1920 року |     |                    |  |
| «Беллерів» (Вевей)  | 7:0 | «Академікер Цюрих» |  |
|                     |     |                    |  |